# Championnats du monde de judo 2023
Navigation
Tachkent 2022 Abou Dabi 2024
Les Championnats du monde de judo 2023, quarantième édition des Championnats du monde de judo, ont lieu du 7 au 14 mai 2023 à Doha au Qatar. Ces championnats du monde comptent pour la qualification aux Jeux olympiques de Paris 2024.

## Organisation

### Lieu de la compétition
Les championnats du monde de judo 2023 ont lieu à la Ali Bin Hamad Al Attiya Arena, située à Doha au Qatar. Cette salle omnisports peut accueillir jusqu'à 7 700 spectateurs.

### Calendrier
| Épreuve ↓ / Date → | Épreuve ↓ / Date → | Di 7 | Di 7 | Lu 8 | Lu 8 | Ma 9 | Ma 9 | Me 10 | Me 10 | Je 11 | Je 11 | Ve 12 | Ve 12 | Sa 13 | Sa 13 | Di 14 | Di 14 |
| Épreuve ↓ / Date → | Épreuve ↓ / Date → | M    | A    | M    | A    | M    | A    | M     | A     | M     | A     | M     | A     | M     | A     | M     | A     |
| ------------------ | ------------------ | ---- | ---- | ---- | ---- | ---- | ---- | ----- | ----- | ----- | ----- | ----- | ----- | ----- | ----- | ----- | ----- |
| Hommes             | Moins de 60 kg     | Q    | F    |      |      |      |      |       |       |       |       |       |       |       |       |       |       |
| Hommes             | Moins de 66 kg     |      |      | Q    | F    |      |      |       |       |       |       |       |       |       |       |       |       |
| Hommes             | Moins de 73 kg     |      |      |      |      | Q    | F    |       |       |       |       |       |       |       |       |       |       |
| Hommes             | Moins de 81 kg     |      |      |      |      |      |      | Q     | F     |       |       |       |       |       |       |       |       |
| Hommes             | Moins de 90 kg     |      |      |      |      |      |      |       |       | Q     | F     |       |       |       |       |       |       |
| Hommes             | Moins de 100 kg    |      |      |      |      |      |      |       |       |       |       | Q     | F     |       |       |       |       |
| Hommes             | Plus de 100 kg     |      |      |      |      |      |      |       |       |       |       |       |       | Q     | F     |       |       |
| Femmes             | Moins de 48 kg     | Q    | F    |      |      |      |      |       |       |       |       |       |       |       |       |       |       |
| Femmes             | Moins de 52 kg     |      |      | Q    | F    |      |      |       |       |       |       |       |       |       |       |       |       |
| Femmes             | Moins de 57 kg     |      |      |      |      | Q    | F    |       |       |       |       |       |       |       |       |       |       |
| Femmes             | Moins de 63 kg     |      |      |      |      |      |      | Q     | F     |       |       |       |       |       |       |       |       |
| Femmes             | Moins de 70 kg     |      |      |      |      |      |      |       |       | Q     | F     |       |       |       |       |       |       |
| Femmes             | Moins de 78 kg     |      |      |      |      |      |      |       |       |       |       | Q     | F     |       |       |       |       |
| Femmes             | Moins de 78 kg     |      |      |      |      |      |      |       |       |       |       |       |       | Q     | F     |       |       |
| Mixte              | Par équipes        |      |      |      |      |      |      |       |       |       |       |       |       |       |       | Q     | F     |

| - M : combats le matin - A : combats l'après-midi - Q : éliminatoires et quarts de finales - F : repêchages, demi-finales et combats pour les médailles |

## Podiums

### Femmes
| Épreuves                          | Or                  | Argent               | Bronze                                            |
| --------------------------------- | ------------------- | -------------------- | ------------------------------------------------- |
| Moins de 48 kg Poids super-légers | Natsumi Tsunoda     | Shirine Boukli       | Wakana Koga Assunta Scutto                        |
| Moins de 52 kg Poids mi-légers    | Uta Abe             | Diyora Keldiyorova   | Amandine Buchard Odette Giuffrida                 |
| Moins de 57 kg Poids légers       | Christa Deguchi     | Haruka Funakubo      | Lkhagvatogoogiin Enkhriilen (en) Jessica Klimkait |
| Moins de 63 kg Poids mi-moyens    | Clarisse Agbegnenou | Andreja Leški        | Szofi Özbas Joanne van Lieshout                   |
| Moins de 70 kg Poids moyens       | Saki Niizoe         | Giovanna Scoccimarro | Michaela Polleres Barbara Matić                   |
| Moins de 78 kg Poids mi-lourds    | Inbar Lanir         | Audrey Tcheuméo      | Guusje Steenhuis Alice Bellandi                   |
| Plus de 78 kg Poids lourds        | Akira Sone          | Julia Tolofua        | Beatriz Souza Raz Hershko                         |

### Hommes
| Épreuves                          | Or                       | Argent               | Bronze                                    |
| --------------------------------- | ------------------------ | -------------------- | ----------------------------------------- |
| Moins de 60 kg Poids super-légers | Francisco Garrigós       | Dilshodbek Baratov   | Giorgi Sardalashvili Lee Ha-rim           |
| Moins de 66 kg Poids mi-légers    | Hifumi Abe               | Jōshirō Maruyama     | Yondonperenlein Baskhüü (en) Walide Khyar |
| Moins de 73 kg Poids légers       | Nils Stump               | Manuel Lombardo (en) | Soichi Hashimoto Murodjon Yuldoshev (en)  |
| Moins de 81 kg Poids mi-moyens    | Tato Grigalashvili       | Matthias Casse       | Takanori Nagase Lee Joon-hwan (en)        |
| Moins de 90 kg Poids moyens       | Luka Maisuradze          | Lasha Bekauri        | Marcus Nyman Sanshiro Murao               |
| Moins de 100 kg Poids mi-lourds   | Arman Adamian            | Lukáš Krpálek        | Zelym Kotsoiev Peter Paltchik             |
| Plus de 100 kg Poids lourds       | Teddy Riner Inal Tasoev, | Non attribuée        | Alisher Yusupov (en) Rafael Silva         |

### Par équipes
| Épreuve | Or | Argent | Bronze |
| ------- | --- | --- | --- |
| Mixte   | Japon - Haruka Funakubo - Soichi Hashimoto - Kokoro Kageura - Hayato Koga - Moka Kuwagata - Sanshiro Murao - Saki Niizoe - Tatsuru Saito - Maya Segawa - Akira Sone - Goki Tajima - Momo Tamaoki | France - Orlando Cazorla - Sarah-Léonie Cysique - Romane Dicko - Joan-Benjamin Gaba - Marie-Ève Gahié - Priscilla Gneto - Coralie Haymé - Alexis Mathieu - Amadou Meité - Maxime-Gaël Ngayap Hambou - Margaux Pinot - Joseph Terhec | Géorgie - Eter Askilashvili - Lasha Bekauri - Kote Kapanadze - Eteri Liparteliani - Luka Maisuradze - Lasha Shavdatuashvili - Sophio Somkhishvili - Guram Tushishvili - Gela Zaalishvili |
| Mixte   | Japon - Haruka Funakubo - Soichi Hashimoto - Kokoro Kageura - Hayato Koga - Moka Kuwagata - Sanshiro Murao - Saki Niizoe - Tatsuru Saito - Maya Segawa - Akira Sone - Goki Tajima - Momo Tamaoki | France - Orlando Cazorla - Sarah-Léonie Cysique - Romane Dicko - Joan-Benjamin Gaba - Marie-Ève Gahié - Priscilla Gneto - Coralie Haymé - Alexis Mathieu - Amadou Meité - Maxime-Gaël Ngayap Hambou - Margaux Pinot - Joseph Terhec | Pays-Bas - Julie Beurskens - Frank de Wit - Koen Heg - Michael Korrel - Roy Meyer - Kim Polling - Guusje Steenhuis - Karen Stevenson - Noël van't End - Sanne van Dijke                  |

## Tableau des médailles
Le tableau des médailles ne reprend pas celles de la compétition par équipe.
Les équipes à égalité sont départagées au classement par le nombre de 5es et de 7es places obtenues au cours des championnats. L'épreuve par équipes n'est pas prise en compte.
| Rang  | Nation       | Or | Argent | Bronze | Total |
| ----- | ------------ | -- | ------ | ------ | ----- |
| 1     | Japon        | 5  | 2      | 4      | 11    |
| 2     | France       | 2  | 3      | 2      | 7     |
| 3     | Géorgie      | 2  | 1      | 1      | 4     |
| 4     | Israël       | 1  | 0      | 2      | 3     |
| 5     | Canada       | 1  | 0      | 1      | 2     |
| 6     | Espagne      | 1  | 0      | 0      | 1     |
| 6     | Suisse       | 1  | 0      | 0      | 1     |
| 8     | Ouzbékistan  | 0  | 2      | 2      | 4     |
| 9     | Italie       | 0  | 1      | 3      | 4     |
| 10    | Belgique     | 0  | 1      | 0      | 1     |
| 11    | Allemagne    | 0  | 1      | 0      | 1     |
| 12    | Slovénie     | 0  | 1      | 0      | 1     |
| 12    | Tchéquie     | 0  | 1      | 0      | 1     |
| 14    | Corée du Sud | 0  | 0      | 2      | 2     |
| 15    | Brésil       | 0  | 0      | 2      | 2     |
| 15    | Pays-Bas     | 0  | 0      | 2      | 2     |
| 17    | Mongolie     | 0  | 0      | 2      | 2     |
| 18    | Autriche     | 0  | 0      | 1      | 1     |
| 18    | Hongrie      | 0  | 0      | 1      | 1     |
| 20    | Azerbaïdjan  | 0  | 0      | 1      | 1     |
| 21    | Croatie      | 0  | 0      | 1      | 1     |
| 21    | Suède        | 0  | 0      | 1      | 1     |
| Total | Total        | 13 | 13     | 28     | 54    |

## Boycott
L'Ukraine boycotte la compétition pour protester contre la décision de la Fédération internationale de judo de réintégrer les judokas russes et biélorusses sous bannière neutre, alors que se poursuit l'invasion de l'Ukraine par la Russie.